# Taesŏng-guyŏk
Taesŏng-guyŏk ist einer der 18 Stadtbezirke Pjöngjangs, der Hauptstadt Nordkoreas. Der Taedong-gang bildet die Grenze zum Bezirk Taedonggang-guyŏk. Nördlich des Flusses, auf derselben Uferseite, grenzt der Stadtteil im Süden an den Innenstadtbezirk Chung-guyŏk, südwestlich an Moranbong-guyŏk.

## Bauwerke und Einrichtungen
An Freizeiteinrichtungen existieren in Taesŏng-guyŏk seit 1972 den Taesŏngsan Freizeitpark, und der Ende 2008 renovierte und erweiterte Korea Central Zoo. In diesem leben etwa 600 verschiedene Tierarten. Einige der Tiere waren Staatsgeschenke an den Präsidenten Kim Il-sung.
Westlich im Bezirk haben sich die zentralen Verwaltungseinrichtungen des Ministeriums für öffentliche Sicherheit niedergelassen. Im Ortsteil Wasan befinden sich die Universität der Nationalen Sicherheit, eine Hochschule zur Ausbildung von staatlichen Mitarbeitern im Bereich der nationalen Sicherheit.

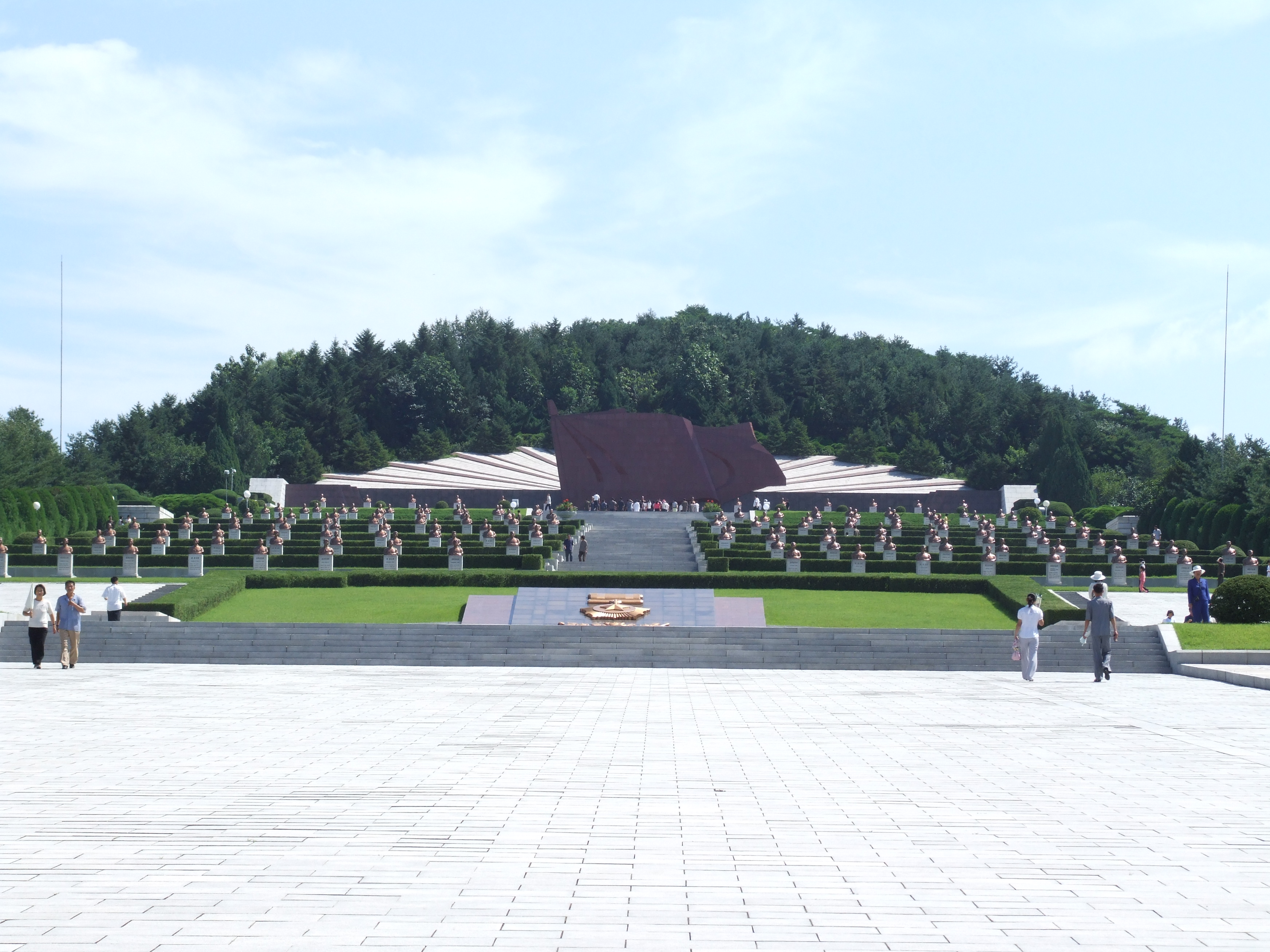
Friedhof der Revolutionshelden

An der nordöstlichen Grenze des Bezirks liegt, als Teil des Kangdong-Gebirgszuges, der 270 Meter hohe Taesŏngsan mit den Seen Tongchon und Michon. Dort befindet sich die Taesong-Festung und ein Freizeitpark. Vor allem bekannt ist der dort ebenfalls gelegene Friedhof der Revolutionshelden. Er dient als Friedhof und Gedenkstätte für die nordkoreanischen Soldaten des Koreakriegs.
Das Paekhwawon-Gästehaus in Chongho-dong ist ein staatliches Gästehaus zur Unterbringung reisender Staatsoberhäupter. Es handelt sich dabei um eine Villa mit Räumlichkeiten für Konferenzen, Gipfeltreffen und Staatsbankette. Einquartiert waren hier beispielsweise der ehemalige US-Präsident Jimmy Carter bei einem Staatsbesuch im Jahr 1994, der damalige südkoreanische Präsident Kim Dae-jung im Jahr 2000 und der frühere US-Präsident Bill Clinton im Jahr 2009. Auch der damalige südkoreanische Präsident Roh Moo-hyun residierte bei einem Staatsbesuch 2007 in dem Gästehaus sowie die frühere US-Außenministerin Madeleine Albright bei einem Treffen mit Kim Jong-il im Jahr 2000.

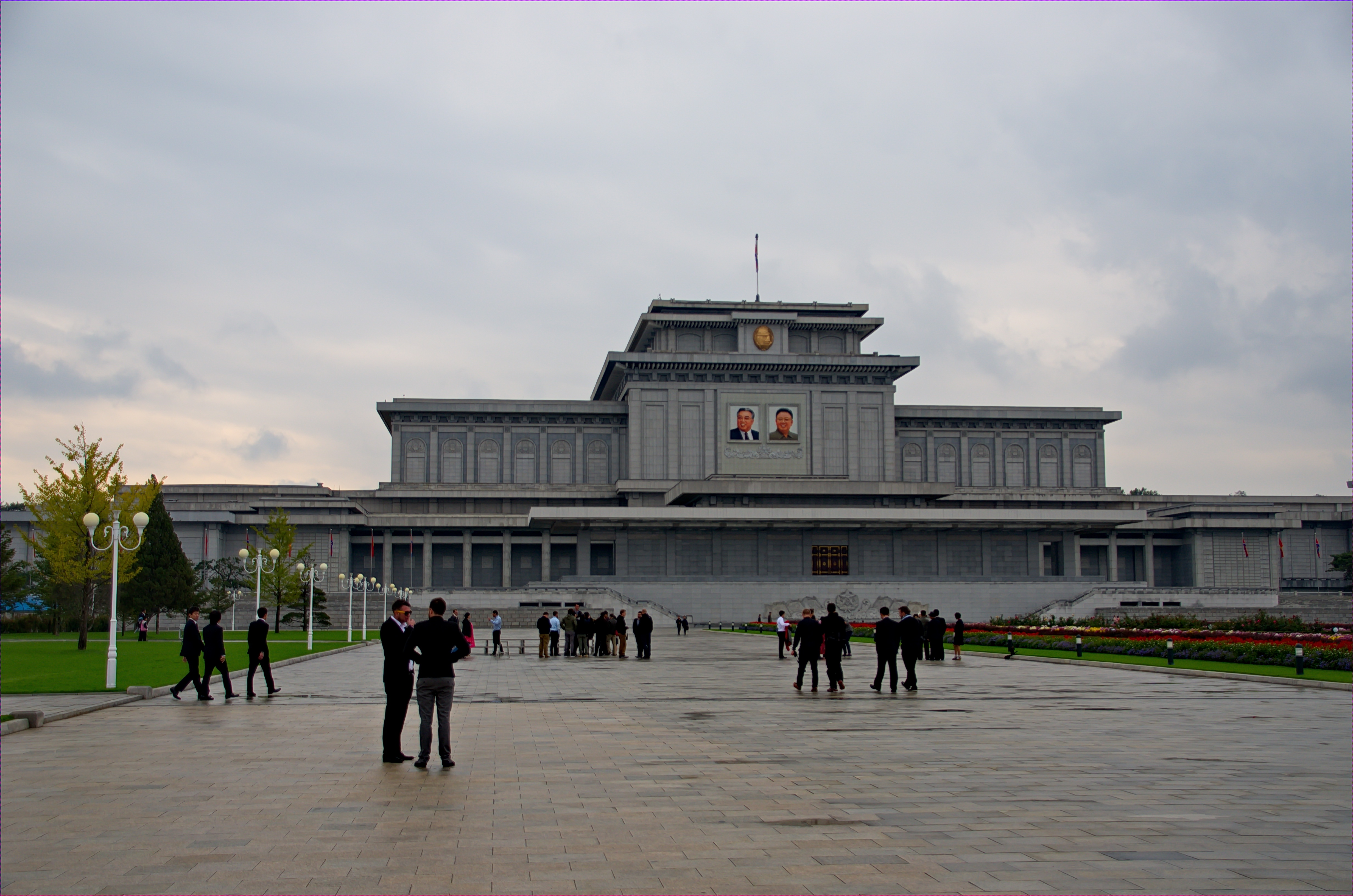
Kim-Il-sung-Mausoleum

In Miam-dong befindet sich der Kumsusan-Palast. Dieser war zunächst Sitz der Regierung und wird seit dem Tod Kim Il-sungs als dessen Mausoleum genutzt.
Der Ortsteil Ryongbuk ist Standort der Ryongnam-Mittelschule und der Universität der Fremdsprachen. Bei letzterer handelt es sich um eine vierjährige Hochschule zur Ausbildung von diplomatischen Corps der Volksrepublik Nordkorea, Mitarbeitern im Ministerium für internationalen Handel oder dem Außenministerium. Bis 1978 fanden diese Lehrgänge noch in der sich ebenfalls im Bezirk befindenden Kim-Il-sung-Universität statt.
Im Misan-dong befindet sich ein Wohngebiet für leitende Regierungsmitarbeiter und deren Familien.

## Verkehr
Die Metro Pjöngjang hält innerhalb des Taesŏng-guyŏks an der Station Pulgŭnbyŏl. Die Metrostation Kwangmyŏng ist seit 1995 geschlossen. Mit der Kŭmsusan-Linie gibt es hier eine Linie der Straßenbahn Pjöngjang, die vor allem touristischen Zwecken dient.

## Nationalschätze
In Taesŏng-guyŏk befinden sich mehrere Nationalschätze Nordkoreas:
- Anhak-Palast (Nationalschatz #2)
- Taesong-Festung (Nationalschatz #8)
- Irdene Burg Chongam-ri (Chongam-ri, Nationalschatz #9)
- Süd-Tor der Taesong-Festung (Nationalschatz #10)
- Lotus-Becken des Taesŏngsan (Taesong-dong, Nationalschatz #11)
- Koguryo-Gräber auf dem Taesŏngsan (Nationalschatz #12)
- Kumgangsa-Tempel (Chongam-ri, Nationalschatz #25)
- Holzbrücke der Koguryo-Epoche (Chongho-dong, Taesong-guyok/Hyuam-dong, Sadong-guyok, Nationalschatz #160)
- Kwangbopsa-Tempel (Taesong-dong, Nationalschatz #164)
- Koguryo-Brunnen (Kosan-dong, Nationalschatz #172)
- Fünfstöckige Pagode des Kwangbopsa-Tempels (Taesong-dong, Nationalschatz #185)

## Naturdenkmale
Mehrere Bäume und Fossilien im Ortsteil Taesŏng-dong sind unter den Naturdenkmalen Nordkoreas aufgeführt.
- Urweltmammutbäume des Berges Taesŏng (Naturdenkmal #10) Metasequoia glyptostroboides
- Sommer-Magnolien des Berges Taesŏng (Naturdenkmal #11) Magnolia sieboldii
- Ölbaumgewächse des Berges Taesŏng (Naturdenkmal #12) Abeliophyllum distichum
- Guttaperchabäume des Berges Taesŏng (Naturdenkmal #13) Eucommia ulmoides
- Catalpa ovata des Berges Taesŏng (Naturdenkmal #14) Catalpa ovata
- Japanischen Wisteria des Berges Taesŏng (Naturdenkmal #15) Wisteria floribunda
- Chinesischer Wacholder des Berges Taesŏng (Naturdenkmal #16) Juniperus chinensis
- Mesozoikum-Fossilien des Berges Taesŏng (Naturdenkmal #17)

## Verwaltungsgliederung
Taesŏng-guyŏk ist in zwölf Verwaltungseinheiten, die Dongs eingeteilt. Der Ortsteil Misan ist wiederum in zwei, der Ortsteil Ryonghung in drei Verwaltungseinheiten untergliedert.
|                | Chosŏn'gŭl | Hancha | Anmerkungen |
| -------------- | ---------- | ------ | --- |
| Anhak-dong     | 안학동     | 安鶴洞 | Anhak-dong ist benannt nach dem Anhak-Palast, einem der Nationalschätze Koreas. Zudem liegt eine archäologische Grabstätte in Anhak-dong. Im Westen des Distrikts entsteht ein Park mit Nachbauten bekannter Nordkoreanischer Bauwerke (Pyongyang Folk Village) |
| Chongam-dong   | 청암동     | 淸岩洞 | |
| Chongho-dong   | 청호동     | 淸湖洞 | |
| Kapmun-dong    | 갑문동     | 閘門洞 | |
| Kosan-dong     | 고산동     | 高山洞 | |
| Miam-dong      | 미암동     | 嵋岩洞 | Im Norden der Verwaltungseinheit befindet sich der Kumsusan-Palast. |
| Misan-dong     | 미산동     | 嵋山洞 | |
| Rimhung-dong   | 림흥동     | 林興洞 | |
| Ryongbuk-dong  | 룡북동     | 龍北洞 | Neben einer Middle School befindet sich hier zudem die Pjöngjang Fremdsprachenuniversität. |
| Ryonghung-dong | 룡흥동     | 龍興洞 | |
| Ryongnam-dong  | 룡남동     | 龍南洞 | Flächenmäßig wird etwa die Hälfte der Verwaltungseinheit im Westen durch die Kim-Il-sung-Universität genutzt. |
| Taesong-dong   | 대성동     | 大城洞 | Standort des Korea Central Zoo |